# John Cabot

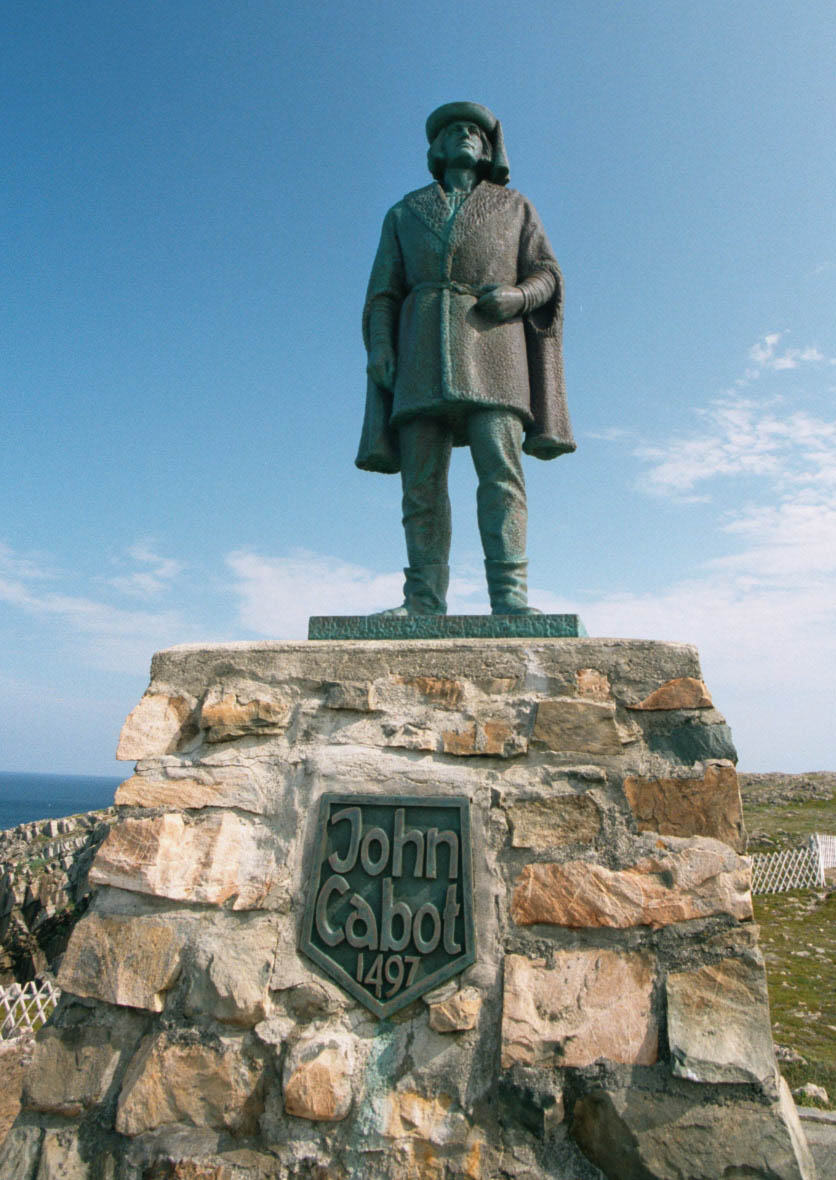
Emlékműve Bonavista városában, Új-Fundlandon

John Cabot, eredeti nevén Giovanni Caboto (Castiglione Chiavarese? Gaeta? Genova?, Chioggia? 1450. május 23. – Új-Fundland, 1498/1500) Itáliában született angol felfedező, Sebastian Cabot (Sebastiano Caboto) apja.

## Előélete
Velencében nőtt fel; több kereskedőháznál árukísérőként, illetve ellenőrként szolgálva szerezte tengerészeti ismereteit. 1476-ban elnyerte a város polgárjogát, ezután fűszer- és selyemkereskedelemmel kezdett foglalkozni. Elméleti ismereteit a firenzei geográfusnál és asztrológusnál, Toscanellinél gyarapította. 1484-ben megnősült — felesége, Mattea két fiút szült neki. Az 1480-as évek végén pénzügyi nehézségekbe keveredett, és 1488. november 5-én áttelepült Valenciába. 1494-ben Sevillában készítette el egy, a Guadalquivir folyón átívelő kőhíd terveit, de elgondolását elutasították.
Immár tapasztalt hajósként Kolumbusz nagy felfedezéseinek hatására próbált honfitársáéhoz hasonló expedíciókat szervezni. Mint annyi kortársát, őt is lázba hozták Kína mesés kincseiről szóló történetek. Rövidebb úton, északnak hajózva szeretett volna Kolumbuszénál rövidebb utat találni nyugat felé az akkor még Indiának hitt Amerikába. Ehhez Sevillában, majd Lisszabonban keresett támogatókat, de a spanyol és a portugál uralkodó is egyszerű kalandornak vélte.
Mivel terveit visszautasították, térképrajzolásból és matematikaoktatásból kellett megélnie. 1490-ben (más források szerint: 1494-95 táján, illetve 1495 derekán) átköltözött Bristolba, hogy Angliában keressen támogatókat útjához. Végül a bristoli kereskedők egy vagyonos csoportja új kereskedelmi lehetőségek reményében finanszírozta felfedező útját. 1496. március 5-én kapták meg VII. Henrik angol király engedélyét, hogy „saját költségükre, de angol zászló alatt hajózva felfedezzék mindama földeket, amelyek pogányok és eretnekek kezén vannak és mindezideig ismeretlenek a keresztény világ előtt”.

## Felfedező útjai

### „Nulladik út”
A legtöbb történész Cabot két útjáról számol be — ezek voltak az expedíciók, amelyeken új földeket fedezett fel, egy John Day nevű bristoli kereskedő 1497 nyarán Kolumbuszhoz írt leveléből azonban valószínűsíthető, hogy ezek előtt, 1496 nyarán már tett egy rövidebb, teljesen eredménytelen utat nyugatra. Day szerint erről az útjáról a rossz idő és a legénység lázadozása miatt fordult vissza.

### Első út
Első tényleges expedíciójára 1497 május 2-án indult az 50 tonnás Matthew fedélzetén, 18 fős legénységgel. Valószínű, hogy az expedíciót finanszírozó kereskedők közül is legalább ketten felszálltak a hajóra. Északnyugatnak tartva hajózva ötvenkét napi út után pillantották meg Amerika partjait. Azt, hogy hol érte el a kontinenst, máig vitatják. A legvalószínűbb helyszínek:
- Breton-foki-sziget,
- a jelenlegi St. John's város környéke Új-Fundlandon (itt ünnepelte meg Erzsébet királynő Észak-Amerika fölfedezésének 500. évfordulóját 1997-ben),
- Új-Skócia,
- Labrador (félsziget) és
- a mai Maine állam partvidéke.

Az új földet Cabot latinosan Terra Primavistának nevezte el. Mindössze egyszer szállt partra ezen az új földön, és akkor sem távolodott el nyíllövésnyinél messzebb a parttól. Többféle emberi tevékenység nyomaira (tűzrakásra, csapdákra, hálócsomózáshoz használatos csonttűkre) bukkantak, de emberekkel nem találkoztak, ezért a csereárunak magukkal vitt „durva kelméket, fövegeket és tucatárukat” érintetlenül vitték vissza Bristolba, ahová rossz időjárás és az élelmiszerhiány miatt vissza kellett fordulniuk – Kolumbuszhoz hasonlóan abban a hitben, hogy Ázsiába (Kínába) jutottak el.
Cabot hatalmas halrajokról számolt be, azt állítva, hogy a halak puszta kosárral is tömegével foghatók ki. Ennek hallatán az angol, portugál, baszk és breton halászok tömegesen indultak el a távoli partok felé. Ezek a „névtelen felfedezők” apránként megismerték Labrador és Új-Fundland vidékét, ahol valóban gazdag tőkehalpadokat találtak. Az új partokon egyebek közt lerakatokat és ideiglenes telepeket is létrehoztak. Eredményeiket azonban nem dokumentálták, és azok jószerivel ismeretlenek maradtak, mert a kor uralkodóházait jobbára csak az ékkövek, a nemesfémek és a fűszerek érdekelték.

## Második út
Második útján, 1498-ban három hajójával felderítette Új-Skóciát és a Delaware-öblöt. Új-Fundland partjainál, a Tőkehal-szigeten telepeseket tettek partra, majd folytatták útjukat. Felfedezte és 650 km hosszan feltérképezte Új-Fundland és Labrador partjait. Észak-Amerika keleti partjainál hunyt el, és az expedíció vezetését fia, Sebastian vette át.
A Tőkehal-szigeten létesített telep nem bizonyult hosszú életűnek: a telepesek a zord éghajlaton meghaltak, de Cabot felfedezései adtak jogalapot arra, hogy Anglia később birtokba vegye Kanadát.

## Fordítás
- Ez a szócikk részben vagy egészben  a   John Cabot című angol Wikipédia-szócikk ezen változatának fordításán alapul.  Az eredeti cikk szerkesztőit annak laptörténete sorolja fel. Ez a jelzés csupán a megfogalmazás eredetét és a szerzői jogokat jelzi, nem szolgál a cikkben szereplő információk forrásmegjelöléseként.